# Список депутатов Верховного Совета Туркменской ССР 7-го созыва
Список депутатов Верховного Совета Туркменской ССР 7-го созыва
Депутаты Верховного Совета Туркменской ССР 7-го созыва работали с 1967 по 1971 годы.
Всего 285 депутатов.
| # А Б В Г Д Е Ё Ж З И К Л М Н О П Р С Т У Ф Х Ц Ч Ш Щ Э Ю Я |

## А
1. Абаев, Геок  Туркмен-Калинский район
2. Абрамов, Владимир Ефремович Ашхабад
3. Абубекиров, Фазыл  Ташауз
4. Авезклычев, Аннадурды  Чарджоуский район
5. Азимов, Пигам Азимович Марыйский район
6. Аймамедов, Ата  Тедженский район
7. Акгаев, Ата  Байрам-Алийский район
8. Акгаева, Огулнур  Сакар-Чагинский район
9. Акиниязов, Розы  Иолотанский район
10. Аллабердыева, Реджепгуль  Дейнаусский район
11. Алладурдыев, Абдулла  Марыйский район
12. Аллазов, Нарбай  Чаршангинский район
13. Алламов, Керим  Ташауз
14. Алтымухамедов, Алламурад Марыйский район
15. Алыева, Огулкурбан  Тедженский район
16. Амангельдыева, Айсолтан  Байрам-Алийский район
17. Аманов, Аннамамед  Кизыл-Арватский район
18. Аманов, Нурджан  Небит-Даг
19. Аманова, Огулбике  Кизыл-Арватский район
20. Амедов, Юсуп  Ташауз
21. Аннаев, Рахмет Аллакулович Чаршангинский район
22. Аннаев, Сомак  Ленинский район (Туркмения)
23. Аннаева, Дойдук  Куня-Ургенчский район
24. Аннаева, Розыгул  Тахта-Базарский район
25. Анналиев, Абды Анналиевич Байрам-Алийский район
26. Анналыев, Гарлы Байрам-Алийский район
27. Анналиев, Ходжаберды  Ашхабад
28. Аннамурадов, Ниязмурад  Ашхабадский район
29. Аннамурадова, Аннагозел  Марыйский район
30. Аннамурадова, Нуртач  Каахкинский район
31. Аннамухаммедова, Гызылгул Туркмен-Калинский район
32. Аннамухаммедова, Огулгерек  Марыйский район
33. Аннаниязов, Базар  Марыйский район
34. Архангельский, Александр Васильевич Чарджоу
35. Асланов, Александр Израилович Ташаузский район
36. Асцатуров, Арсен Баллаевич Куня-Ургенчский район
37. Атабаев, Сазак  Серахский район
38. Атаджанов, Джумадурды  Марыйский район
39. Атаев, Бахши Аннахалович Калининский район (Туркмения)
40. Атаев, Байрамдурды  Керкинский район
41. Атаев, Какабай  Чарджоу
42. Атаев, Мурад  Тахтинский район
43. Атаев, Реджепкулы Ильялинский район
44. Атаев, Сапармурад  Сакар-Чагинский район
45. Атаев, Таджи  Тахтинский район
46. Атаев, Чары  Чаршангинский район
47. Атаева, Айсолтан  Ашхабад
48. Атамурадов, Ораз  Марыйский район
49. Атаниязов, Ата  Мары
50. Ахмедяров, Керим  Ашхабадский район
51. Ачилов, Нурулла  Чарджоуский район
52. Ашимбаева, Огулджан  Тахтинский район
53. Аширмурадов, Мамед  Ашхабад
54. Аширов, Дадебай  Тахтинский район
55. Аширов, Оразмурад  Челекен

## Б
1. Бабаева, Таган  Тахта-Базарский район
2. Бабкин, Александр Николаевич Ашхабад
3. Бадаев, Мамед Бадаевич Красноводский район
4. Байгушев, Фёдор Константинович Кизыл-Арватский район
5. Балашова, Гулле  Тедженский район
6. Бегмедова, Огулджан  Ташауз
7. Безирова, Джерен  Ашхабадский район
8. Бекдурдыева, Гулджемал  Ашхабад
9. Бекиева, Тазегул  Калининский район (Туркмения)
10. Бекназаров, Яздурды  Сакар-Чагинский район
11. Бердыева, Овезгуль  Байрам-Алийский район
12. Березовская, Екатерина Андреевна Ашхабад
13. Бозаганова, Эджегыз  Чарджоу
14. Бяшимов, Анна  Байрам-Алийский район
15. Бяшимова, Огулсабир  Иолотанский район

## В
1. Вахедова, Оши  Туркмен-Калинский район

## Г
1. Гаврилов, Михаил Андреевич Ходжамбасский район
2. Гапуров, Мухамедназар Гапурович Чарджоу
3. Гельдадова, Огулнияз  Иолотанский район
4. Гельдиев, Байрам  Гасан-Кулийский район
5. Гельдыев, Атабай Гельдыевич Марыйский район
6. Гельдыев, Бяшим  Небит-Даг
7. Гребенюк, Анатолий Павлович Ашхабад
8. Гукасов, Сергей Багратович Чарджоу
9. Гуртлиев, Хоммат  Мургабский район

## Д
1. Дадашев, Шейхали Алескерович Небит-Даг
2. Данатарова, Тач  Бахарденский район
3. Дацковский, Илья Викторович Мары
4. Джаниев, Анна  Небит-Даг
5. Джапаров, Овезмамед  Тедженский район
6. Джокгаев, Шалха  Каахкинский район
7. Джумаев, Бабамурад  Чарджоу
8. Джумаев, Куламхайдар  Иолотанский район
9. Джумаев, Хырслан  Мургабский район
10. Джумаева, Огульгельды Керкинский район
11. Джумамурадова, Реджебай  Саятский район
12. Довбаева, Огулдурды  Дейнаусский район
13. Довлетова, Фазыла  Фарабский район
14. Долгов, Поликарп Семёнович Дейнаусский район
15. Досов, Ашир  Тедженский район
16. Досов, Керим  Керкинский район
17. Дурдыев, Аман Атаевич Красноводск
18. Дурдыев, Карли  Тахта-Базарский район
19. Дурдыев, Тахир Бяшимович Марыйский район
20. Дурдымурадов, Атаджик  Бахарденский район
21. Дурдыназаров, Тачдурды  Казанджикский район

## Е
1. Егенова, Тач  Тедженский район
2. Ёлдашева, Нияз  Куня-Ургенчский район

## Ж
1. Жуленёв, Вячеслав Фёдорович Красноводск

## И
1. Ибрагимова, Халджан  Калининский район (Туркмения)
2. Иванов, Юрий Петрович Ашхабад
3. Иллиева, Айболек  Калининский район (Туркмения)
4. Иманкулова, Лидия Валиевна Ташауз
5. Иолиев, Анна  Ашхабад
6. Ишанкулиев, Астан  Керкинский район

## К
1. Кадыров, Байрам  Тедженский район
2. Какабаев, Ашир  Куня-Ургенчский район
3. Калиев, Бердыкули  Ашхабадский район
4. Караев, Давлы Караевич Чарджоу
5. Караев, Халмурад Караевич Ашхабад
6. Карайченцев, Иван Петрович Мургабский район
7. Каранов, Сары Каранович Ильялинский район
8. Каррыев, Чары Союнович Красноводск
9. Кащеева, Клавдия Кирсановна Безмеин
10. Кербабаев, Берды Мурадович Тедженский район
11. Кичиева, Огултач  Кара-Калинский район
12. Клёнов, Алексей Филиппович Ашхабад
13. Климашкина, Римма Владимировна Байрам-Алийский район
14. Клычев, Аннамухаммед  Ашхабад
15. Клычев, Назлы  Куня-Ургенчский район
16. Клычмамедов, Кара  Кизыл-Атрекский район
17. Ковалёва, Валентина Семёновна Чарджоу
18. Кузин, Егор Владимирович Мары
19. Кузнецов, Иван Александрович Красноводск
20. Кульбатыров, Халлы Батырович Ленинский район (Туркмения)
21. Кульниязова, Аннасолтан  Казанджикский район
22. Курамбаев, Султанмурад  Ильялинский район
23. Курамбаева, Айхан  Ильялинский район
24. Курбанмурадова, Майса  Марыйский район
25. Курбанов, Аман Мамедович Ашхабад
26. Курбанов, Джумамурад  Ашхабадский район
27. Курбанова, Анна Кулиевна Мары
28. Курбанова, Аннабиби  Челекен
29. Курбанова, Ханипе  Ташаузский район
30. Куртгельдыев, Мамед Гельдиевич Керкинский район
31. Кутлыев, Нобат Чарджоуский район
32. Кушнарёва, Лидия Ермолаевна Мары

## Л
1. Лапин, Степан Яковлевич Геок-Тепинский район
2. Люльченко, Анатолий Владимирович Иолотанский район

## М
1. Мажнякова, Нина Ивановна Красноводск
2. Макаркин, Николай Владимирович Красноводский район
3. Малютин, Андрей Миронович Керкинский район
4. Мамедкулиев, Анналы  Байрам-Алийский район
5. Мамедкулиев, Мамед-Али Дейнаусский район
6. Мамедов, Джумакулы Ходжамбасский район
7. Мамедов, Дурды  Бахарденский район
8. Мамедов, Оде  Калининский район (Туркмения)
9. Мамедова, Джерен  Куня-Ургенчский район
10. Мамедова, Реджеп  Чарджоу
11. Мамедтаганов, Назар  Небит-Даг
12. Маммыев, Ашир  Ашхабад
13. Маторжен, Вера Макаровна Небит-Даг
14. Машрыков, Керим Керимович Саятский район
15. Мередова, Огулсадап  Марыйский район
16. Митрин, Евгений Тимофеевич Небит-Даг
17. Мовламов, Сетдар  Серахский район
18. Моммов, Ораз  Тахта-Базарский район
19. Морозова, Мария Фёдоровна Красноводск
20. Мурадов, Балта  Чарджоуский район
21. Мурадов, Худик  Тахтинский район
22. Мурадов, Чары  Мургабский район
23. Мурадова, Аман  Ашхабад
24. Муррикова, Назикджемал  Каахкинский район
25. Мухаммедов, Ашир  Керкинский район

## Н
1. Назаров, Овез Розыевич Ашхабад
2. Назарова, Бибиназик  Байрам-Алийский район
3. Назарова, Халлы  Мургабский район
4. Нарлиев, Ораз  Иолотанский район
5. Непесова, Огульбиби  Бахарденский район
6. Ниязбердыева, Марал  Ашхабадский район
7. Ниязов, Танры Кули Ашхабад
8. Нобадов, Гурген  Красноводский район
9. Нугиев, Турум  Красноводский район
10. Нурбердыева, Огулнур  Сакар-Чагинский район
11. Нуреддинова, Туймеш  Куня-Ургенчский район
12. Нурыев, Мамет Куня-Ургенчский район
13. Нурмухаммедов, Реджеп  Байрам-Алийский район
14. Нуштаев, Владимир Васильевич Небит-Даг

## О
1. Овезбердыев, Ата  Фарабский район
2. Овезов, Балыш  Куня-Ургенчский район
3. Овезова, Галина Оразовна Дарган-Атинский район
4. Овезова, Оразсолтан  Ашхабад
5. Овезова, Эне Меликкулиевна Ашхабад
6. Овлякулиева, Розыхал  Фарабский район
7. Ораев, Кувват  Куня-Ургенчский район
8. Оразгельдыева, Джахан  Ашхабадский район
9. Оразклычев, Чоши  Тахтинский район
10. Оразлиева, Гозел  Геок-Тепинский район
11. Оразмухаммедов, Нуры  Ашхабад
12. Оразмухамедов, Ораз Назарович Мары
13. Оразнепесов, Мухаммедкули  Кизыл-Арватский район
14. Оразов, Куванч  Ашхабадский район
15. Орунбаев, Копел  Ташаузский район
16. Орунова, Абадан  Туркмен-Калинский район
17. Осипов, Геннадий Николаевич Безмеин

## П
1. Пальванова, Биби Пальвановна Бахарденский район
2. Пахомов, Владимир Фёдорович Ашхабад
3. Пенджиев, Эгем  Ходжамбасский район
4. Петрова, Валентина Петровна Небит-Даг
5. Пигамова, Айджан  Керкинский район
6. Пономарёв, Валентин Александрович Ашхабад
7. Порсыева, Кичикыз  Геок-Тепинский район
8. Пурлиев, Караджа  Каахкинский район
9. Пурсантова, Ругсат  Чарджоуский район

## Р
1. Радько, Николай Петрович Ташауз
2. Рахманов, Ягмур  Ходжамбасский район
3. Рахманова, Акгуль  Чарджоу
4. Ребрикова, Анна Михайловна Ашхабад
5. Реджебов, Аталы  Ашхабад
6. Реджебова, Айсолтан  Марыйский район
7. Реджебова, Аман  Калининский район (Туркмения)
8. Ресулова, Огулджерен  Ашхабад
9. Розметов, Садулла  Ташаузский район
10. Розымурадова, Таджигуль  Чарджоу
11. Рустамов, Анвер Кеюшевич Ашхабад
12. Рыков, Василий Назарович Ашхабад

## С
1. Саакян, Мартин Иванович Ашхабад
2. Саларов, Мурад  Сакар-Чагинский район
3. Сапаргельдыев, Худайберди  Дарган-Атинский район
4. Сапарклычев, Карлы  Карабекаульский район
5. Сапармедова, Айсолтан  Тахтинский район
6. Сапаров, Иса  Ташауз
7. Сапаров, Кутлы  Калининский район (Туркмения)
8. Сапаров, Мамедкули  Калининский район (Туркмения)
9. Сапаров, Ходжакули  Тахта-Базарский район
10. Сапарова, Сельби  Керкинский район
11. Сапожников, Николай Иванович Чарджоу
12. Сарыев, Аннасахат  Тедженский район
13. Сарыев, Аширгельди  Геок-Тепинский район
14. Сахаткулиева, Джемал  Ленинский район (Туркмения)
15. Сахатмурадов, Клычдурды  Мургабский район
16. Сахатов, Сейткули  Мары
17. Сахбедов, Осман  Керкинский район
18. Сейлиева, Джемаль  Саятский район
19. Сейтаков, Беки  Калининский район (Туркмения)
20. Сейтлиев, Кара  Сакар-Чагинский район
21. Сергиенко, Семён Романович Ашхабад
22. Соловьёв, Евгений Дмитриевич Тахта-Базарский район

## Т
1. Тайлиев, Анкар  Тедженский район
2. Татарников, Григорий Фомич Ашхабад
3. Тиркишева, Айнагозел  Байрам-Алийский район
4. Трофимова, Валентина Борисовна Небит-Даг
5. Туваков, Аширберды  Гасан-Кулийский район

## У
1. Удешов, Янибай  Калининский район (Туркмения)

## Х
1. Хаидова, Зохре  Чаршангинский район
2. Хаидова, Керамат  Керкинский район
3. Хайдаров, Бахрем  Саятский район
4. Хакимов, Джумакулы Чарджоуский район
5. Халлыев, Нурмухаммед  Чарджоу
6. Халлыева, Акджемал  Ильялинский район
7. Ханамов, Чары  Тедженский район
8. Хезреткулиева, Огулгерек  Туркмен-Калинский район
9. Ходжагельдыев, Иламан  Мары
10. Ходжаев, Ёмут  Иолотанский район
11. Ходжамамедов, Какаджан  Чарджоу
12. Ходжамкулиев, Кака  Куня-Ургенчский район
13. Ходжамурадова, Огулджан  Ташаузский район
14. Худайкулиева, Кызылгуль  Саятский район
15. Худайкулиева, Огульгерек  Мары
16. Хутыева, Акджемаль  Серахский район
17. Хыдыров, Кемал  Небит-Даг

## Ч
1. Чагилов, Кемен  Казанджикский район
2. Чачаева, Курбан  Ашхабад

## Ш
1. Шагирбаева, Загира  Красноводск
2. Шамедов, Гельдимет  Ленинский район (Туркмения)
3. Шаммаев, Аннасахат  Кара-Калинский район
4. Шаммыев, Клыч  Карабекаульский район
5. Шарапов, Василий Михайлович Ашхабад
6. Шахбердыева, Меденнет  Дейнаусский район
7. Шелякина, Любовь Ивановна Ашхабад
8. Шкуркина, Тамара Петровна Чарджоу

## Э
1. Экиев, Вели Курбанович Ильялинский район
2. Эрсарыев, Мамед  Дейнаусский район
3. Эрсарыев, Оразгельды  Ленинский район (Туркмения)

## Ю
1. Юсупов, Ширмурад  Чаршангинский район
2. Юсупова, Аман  Калининский район (Туркмения)
3. Юсупова, Эмине  Ташаузский район

## Я
1. Язкулиев, Баллы  Ильялинский район
2. Язмедова, Сулгун  Ташауз
3. Ярмамедов, Хыдыр  Байрам-Алийский район